# ليف باد (محرر نصوص)
ليف باد هو محرر نصوص مفتوح المصدر يعمل على أنظمة لينكس، بي أس دي، ومايمو، تم تطويره ليكون محرر نصوص سريع وخفيف بحيث يستخدم أقل ما يمكن من موارد جهاز الحاسوب، ويعرف عن «ليف باد» أيضاً بأنه قليل الاعتماد على ما يعرف ب «تبعية البيانات» (Data dependency) وقد تم تصميمه ليكون بسيط وسهل في عملية ترجمة الشيفرة المصدرية إلى لغة تنفيذ حاسوبية، ومن الجدير ذكره أيضاً أن «ليف باد» يعتبر محرر النصوص الافتراضي في واجهة المستخدم الرسومية أل أكس دي إي كما وأنه محرر النصوص الافتراضي في نظام زوبونتو بنسختيه 11.10 و 12.04.
تم إطلاق «ليف باد» تحت شروط رخصة جنو العمومية وهو أيضا من التطبيقات البرمجية التي تصنف ضمن البرمجيات الحرة.

## المزايا
تضم لائحة مزايا «ليف باد» النقاط التالية:
- خيارات تشفير الرموز (Character Encoding).
- كشف نظام تشفير الرموز المستخدم (Character Encoding Detection).
- القدرة على إسترجاع واستقدام حالة تحرير النص بشكل لانهائي (Unlimited Undo/Redo).
- إمكانيات السحب والإسقاط في الواجهات الرسومية (Drag & Drop Capabilities).

و يعتبر «ليف باد» أحد أقل محررات النصوص استخداماً للذاكرة الرئيسية لنظام الحاسوب (أو ما يعرف ب Memory Footprint) بالمقارنة مع محررات نصوص أخرى مثل جي إديت وكايت